# 757년

## 연호
- 당(唐) 지덕(至德) 2재
- 일본(日本) 덴표쇼호(天平勝宝) 9세 / 덴표호지(天平宝字) 원년

## 기년
- 당(唐) 숙종(肅宗) 2년
- 신라(新羅) 경덕왕(景德王) 16년
- 발해(渤海) 문왕(文王) 21년

## 사건
- 전국의 행정체제 및 행정단위의 명칭을 대개는 한자식으로 개혁하고, 행정구역을 9주 5소경으로 나누었다.
- 3월. 녹읍이 다시 지급. 국학을 태학이라 고침. 또한 집사부의 중시를 시중으로 고침.

## 탄생
- 발해(渤海)의 공주(公主) 정효공주(貞孝公主)